# ドゥードゥルフィット
『ドゥードゥルフィット』（Doodle Fit）は、フィンランドのゲームソフト開発会社Gamelionが開発したパズルゲーム。様々な機種に向けて配信されているが、日本では、ニンテンドーDSiウェア版がテヨンジャパンより2012年8月1日に発売された。

## ゲーム概要
ステージをクリアするには、指定された形に用意されている全てのブロックを描き込んで行き全て当てはめればクリアとなる。ブロックを取り除くには、形の外へドラッグする。ステージによっては複数の解答がある。レベルパックが11種類あり、全300ステージ以上。